# Kyt Kat
Kyt Kat, född 19 juni 2020, är en fransk varmblodig travhäst som tränas av Thomas Levesque och körs av Mathieu Mottier.
Kyt Kat började tävla i november 2022 och inledde med tre raka galopper innan han tog sin första vinst i fjärde starten. Han har till juni 2023 sprungit in 275 750 euro på 10 starter, varav 6 segrar. Han har tagit karriärens hittills största seger i Prix d'Essai (2023). Han har även segrat i Prix Félicien-Gauvreau (2023), Prix Gai Brillant (2023) och Prix Piérre Gamare (2023).

## Statistik
| Statistik för Kyt Kat (Ref.) | Statistik för Kyt Kat (Ref.) | Statistik för Kyt Kat (Ref.) | Statistik för Kyt Kat (Ref.) | Statistik för Kyt Kat (Ref.) | Statistik för Kyt Kat (Ref.) |
| ---------------------------- | ---------------------------- | ---------------------------- | ---------------------------- | ---------------------------- | ---------------------------- |
| Starter                      | Placeringar                  | Startprissumma               | Segerprocent                 | Platsprocent                 | Rekord                       |
| 10                           | 6-0-0                        | 275 750 euro                 | 60 %                         | 60 %                         | 1.13,4ak,                    |

### Större segrar
| År   | Lopp                   | Kusk            | Vinstbelopp | Grupp   |
| ---- | ---------------------- | --------------- | ----------- | ------- |
| 2023 | Prix Félicien-Gauvreau | Mathieu Mottier | 54 000 EUR  | Grupp 2 |
| 2023 | Prix Gai Brillant      | Mathieu Mottier | 54 000 EUR  | Grupp 2 |
| 2023 | Prix Piérre Gamare     | Mathieu Mottier | 54 000 EUR  | Grupp 2 |
| 2023 | Prix d'Essai           | Mathieu Mottier | 90 000 EUR  | Grupp 1 |

### Starter
| Nr | Datum            | Lopp                       | Bana      | Kusk                  | Tid     | Distans | Plac. | Vinstbelopp |
| -- | ---------------- | -------------------------- | --------- | --------------------- | ------- | ------- | ----- | ----------- |
| -  | 5 oktober 2022   | Kvallopp                   | Caen      | Thomas Levesque       | 1.20,5a | 2 140 m | gdk   | 0 euro      |
| 1  | 27 november 2022 | Prix Sancho Panca          | Angers    | Charléne Callico      | Da      | 2 425 m | Da    | 0 euro      |
| 2  | 21 december 2022 | Prix de Berlin             | Argentan  | Marion Asseline       | Da      | 2 300 m | Da    | 0 euro      |
| 3  | 21 januari 2023  | Prix de Sai                | Argentan  | Christopher Corbineau | Da      | 2 300 m | Da    | 0 euro      |
| 4  | 5 februari 2023  | Prix de Reville            | Cherbourg | Thomas Levesque       | 1.20,8a | 2 625 m | 1     | 4 950 euro  |
| 5  | 17 februari 2023 | Prix Jag de Bellouet       | Craignes  | Thomas Levesque       | 1.17,9a | 2 725 m | 5     | 800 euro    |
| 6  | 15 mars 2023     | Prix de Tremblay-en-France | Enghien   | Mathieu Mottier       | 1.14,8a | 2 250 m | 1     | 18 000 euro |
| 7  | 24 mars 2023     | Prix Félicien-Gauvreau     | Vincennes | Mathieu Mottier       | 1.14,4a | 2 200 m | 1     | 54 000 euro |
| 8  | 15 april 2023    | Prix Gai Brillant          | Vincennes | Mathieu Mottier       | 1.15,1a | 2 700 m | 1     | 54 000 euro |
| 9  | 13 maj 2023      | Prix Piérre Gamare         | Caen      | Mathieu Mottier       | 1.14,4a | 2 450 m | 1     | 54 000 euro |
| 10 | 25 juni 2023     | Prix d'Essai               | Vincennes | Mathieu Mottier       | 1.13,4a | 2 700 m | 1     | 90 000 euro |

## Stamtavla
| Efter Booster Winner  | Love You         | Coktail Jet        | Quouky Williams  |
| Efter Booster Winner  | Love You         | Coktail Jet        | Armbro Glamour   |
| Efter Booster Winner  | Love You         | Guilty of Love     | And Arifant      |
| Efter Booster Winner  | Love You         | Guilty of Love     | Amour d'Aunou    |
| Efter Booster Winner  | Quille Viretaute | Elvis de Rossignol | Sancho Panca     |
| Efter Booster Winner  | Quille Viretaute | Elvis de Rossignol | Velvet Slipper   |
| Efter Booster Winner  | Quille Viretaute | Aube et Vire       | Jorky            |
| Efter Booster Winner  | Quille Viretaute | Aube et Vire       | Ixia du Hard     |
| Undan Diane de Brevol | Rieussec         | Goetmals Wood      | And Arifant      |
| Undan Diane de Brevol | Rieussec         | Goetmals Wood      | Tahitienne       |
| Undan Diane de Brevol | Rieussec         | Ironie Jet         | Coktail Jet      |
| Undan Diane de Brevol | Rieussec         | Ironie Jet         | Eriphyle         |
| Undan Diane de Brevol | Sisse de Brevol  | Kaisy Dream        | Extreme Dream    |
| Undan Diane de Brevol | Sisse de Brevol  | Kaisy Dream        | Daisy Chain      |
| Undan Diane de Brevol | Sisse de Brevol  | Gentille de Brevol | Viking's Way     |
| Undan Diane de Brevol | Sisse de Brevol  | Gentille de Brevol | Toupie de Brevol |